# Салфур Спрингс (Индијана)
Салфур Спрингс (енгл. Sulphur Springs) град је у америчкој савезној држави Индијана.

## Демографија
По попису из 2010. године број становника је 399, што је 53 (15,3%) становника више него 2000. године.
| Група             | 2000.       | 2010.       |
| Белци             | 341 (98,6%) | 394 (98,7%) |
| Афроамериканци    | 0 (0,0%)    | 0 (0,0%)    |
| Азијати           | 1 (0,3%)    | 0 (0,0%)    |
| Хиспаноамериканци | 2 (0,6%)    | 0 (0,0%)    |
| Укупно            | 346         | 399         |